# Голубовское (Луганская область)
Голубовское (укр. Голубівське) — посёлок, относится к Попаснянскому району Луганской области Украины. Под контролем самопровозглашённой Луганской Народной Республики.

## География
Населённый пункт расположен на реке Лугани, на месте впадения её левого притока, реки Ореховой. По северо-западным окраинам посёлка проходит линия разграничения сил в Донбассе (см. Второе минское соглашение). Соседние населённые пункты: Берёзовское на юго-западе, город Кировск на юге (оба выше по течению Лугани); посёлок Тавричанское и сёла Весняное на юго-востоке, Дачное, посёлки Фрунзе (оба ниже по течению Лугани) на востоке, Донецкий и село Желобок на северо-востоке.

## Общая информация
Занимает площадь 4,59 км². Почтовый индекс — 93335. Телефонный код — 6474. Код КОАТУУ — 4423881501.

## Население
Население по переписи 2001 года составляло 1901 человек.

## История
В августе 2015 года правительство ЛНР передало населённый пункт (вместе с селом Берёзовское) в подчинение городу Кировску.

## Местный совет
Адрес местного совета: 93336, Луганская обл., Попаснянский р-н, пос. Голубовское, ул. Совхозная, 19